# Всемирный день молодёжи 2013
XXVIII Всемирный день молодёжи — международный католический съезд молодёжи. Фестиваль прошёл в Рио-де-Жанейро, Бразилия, с 23 июля по 28 июля 2013 года. Официально заявки на участие в праздновании Всемирного дня молодежи подали 865 тысяч человек, но, учитывая прибывших без регистрации, число гостей праздника достигло 2 миллионов.

## История
XXVIII Всемирный день молодёжи — второй по счёту, прошедший в Южной Америке. Первым стал Всемирный день молодёжи, проходивший в Буэнос-Айресе, Аргентина в апреле 1987 года.

## Проведение

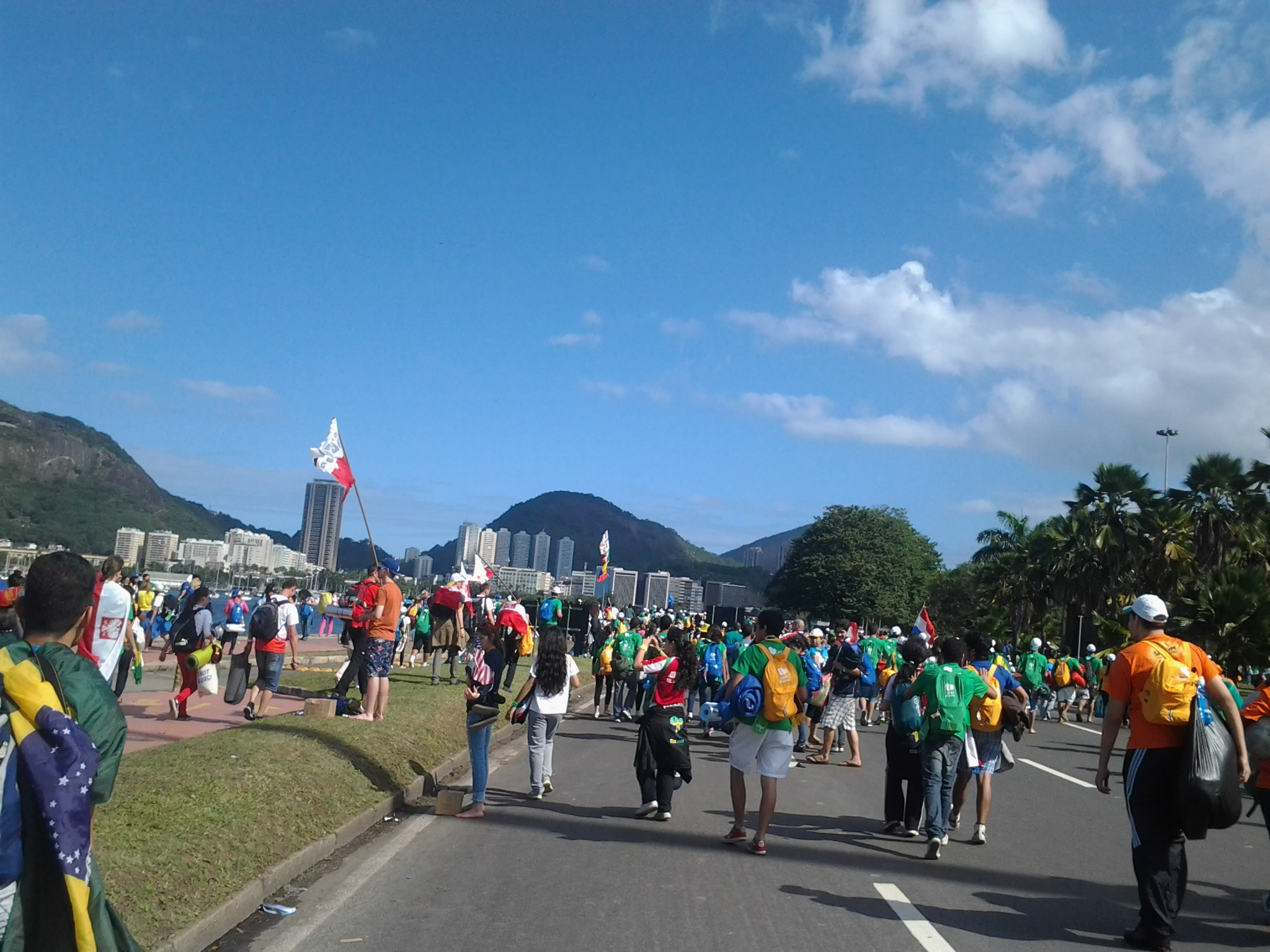
Паломники, прибывающие на праздник

Темой встречи стал отрывок из Евангелия от Матфея (28, 19) — Идите и научите все народы.
В день Пятидесятницы, 27 мая 2012 года, были официально утверждены покровителями XXVIII Всемирного дня молодёжи среди которых оказались: Богоматерь Апаресида (en:Our Lady of Aparecida), Святой Себастьян, Святая Тереза из Лизье, блаженный Иоанн Павел II и другие.
В заключительной мессе, прошедшей на пляже Копакабана, приняли участие более трёх миллионов человек, в том числе президенты Бразилии (Дилма Русеф), Аргентины (Кристина Киршнер) и Боливии (Эво Моралес).

## Логотип

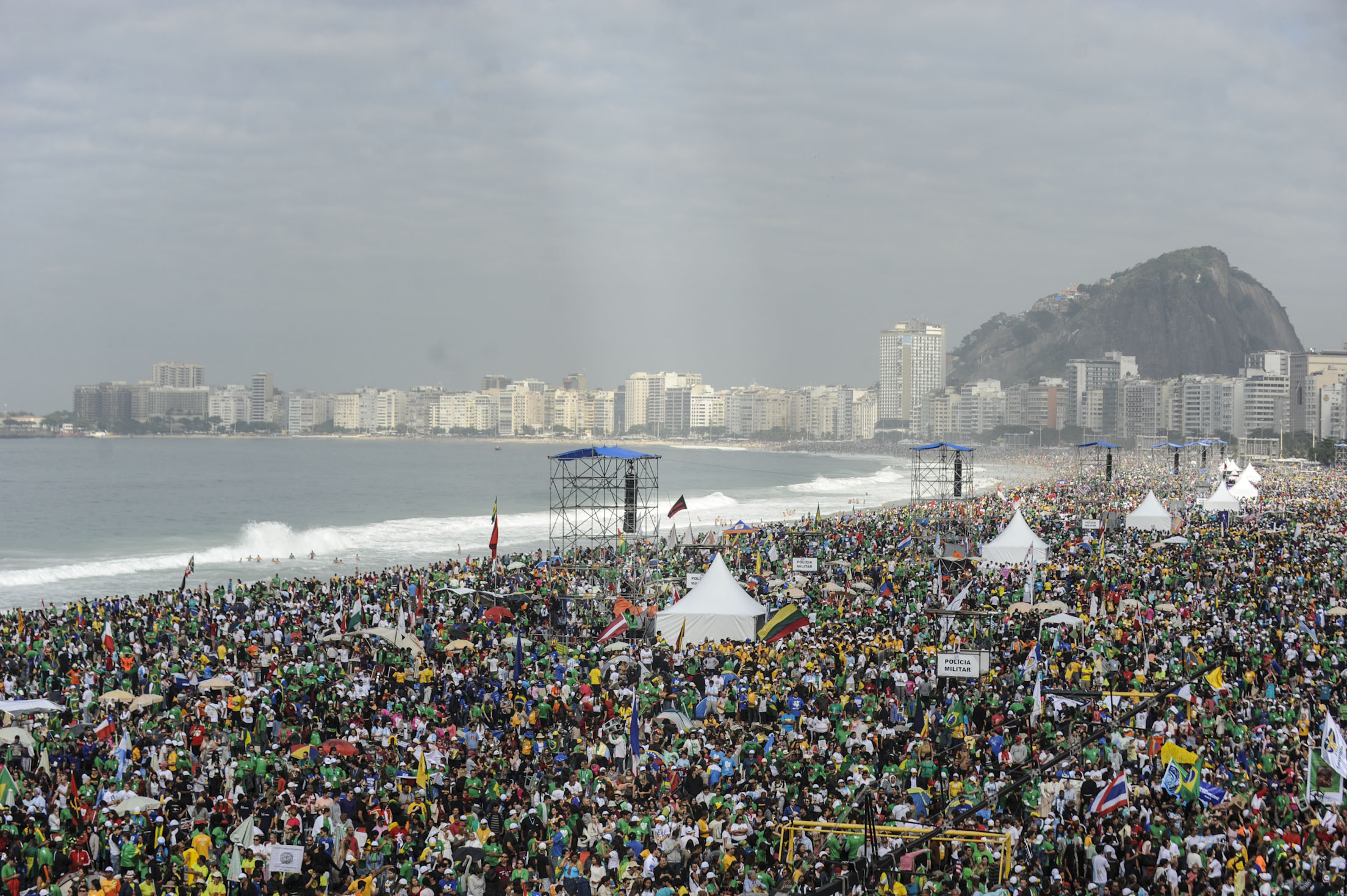
Заключительная месса праздника на Копакабане

Презентация логотипа была перенесена с 1 на 7 февраля 2012 года в связи с трагедией в центре Рио-де-Жанейро, в которой погибло 17 человек. Автором логотипа стал 25-летний уроженец Кантагалу Густаво Угенин.
Руки Христа-Искупителя за гранями сердца олицетворяют теплые объятия Бога и молодых людей, которые приедут на Бразилию. Они также указывают на гостеприимность и щедрость бразильцев.
Верхний зелёный элемент является символом горы Сахарная голова — традиционного символа Рио-де-Жанейро, а Крест паломника, размещенный на нём, подчеркивает первоначальное название Бразилии — Земля Святого Креста. Синий цвет, завершающий логотип в форме сердца (Сердце ученика), указывает на побережье, на котором расположен Рио-де-Жанейро (Бразильское побережье). Зелёный и жёлтый цвет изображают цвета национального флага Бразилии.